# Serie B1 de vóley argentino
La Serie B1 (Liga Federal Masculina) de vóley de Argentina es la tercera división nacional para clubes de vóley masculino en dicho país y es gestionada por FeVA. Fue creada en 2018 y contó con 13 equipos en su temporada inicial. La liga otorga ascensos a la Serie A2.
La temporada inaugural fue ganada por Vélez Sarsfield que venció en la final a FunDaTec de Tierra del Fuego. Ambos equipos, junto con el tercero, San Lorenzo de Alem, lograron el ascenso.

## Historia
La primera edición del torneo fue en 2018 y se disputó durante cuatro días consecutivos, del 14 al 18 de marzo, en el polideportivo de Chapadmalal, el cual FeVA posee privilegios para su uso, junto con la unidad habitacional n.º 9. En esa primera edición participaron 13 equipos: Juventud Obrera Manuel Ocampo de Pergamino, Boca Juniors de Buenos Aires, Atlético y Recreativo Ferrocarril de Santa Fe, Neuquén Vóley Club, ASEBA de San Luis, Municipalidad de Plottier, Tehuelches de Tucumán, FunDaTec de Río Grande, Racing de Olavarría, Defensores de Viedma, San Lorenzo de Alem, Catamarca, Rosario Central, y Vélez Sarsfield.
En la primera edición se dividieron los trece equipos en tres grupos, dos de cuatro equipos y uno de cinco equipos, y dentro de su grupo se enfrentaron todos los equipos una vez contra sus rivales. Al cabo de todos los partidos, los ocho mejores equipos disputaron los play-offs por el ascenso y los restantes cinco equipos disputaron una reclasificación. Tras los play-offs se definió al campeón, al subcampeón y al tercero del torneo, los tres equipos que además obtuvieron los tres ascensos en juego.
Ese mismo año se disputó la segunda edición del torneo, en simultáneo con la Liga Femenina A2, que contó con nueve equipos Belgrano de Don Torcuato, Boca Juniors de Buenos Aires, Club Rosario, Rowing de Paraná, Lafinur de San Luis, ASEBA de San Luis, AMUVOCA de El Calafate, Waiwen de Comodor Rivadavia y Once Unidos de Mar del Plata. El campeón de la nueva edición fue Belgrano de Don Torcuato.
En 2019 se disputó la tercera edición del torneo, que contó con el máximo de participantes, pasando de los nueve de la edición pasada a quince equipos de trece provincias. Tras cinco días de competencia, Banco Hispano de San Juan se coronó campeón, al vencer en la final a Mendoza de Regatas.

## Equipos participantes
Equipos de la temporada 2018 (1ra edición)
| - Juventud Obrera Manuel Ocampo de Pergamino - Boca Juniors de Buenos Aires - Club Atlético y Recreativo Ferrocarril de Santa Fe - Neuquén Vóley Club - ASEBA de San Luis - Municipalidad de Plottier - Tehuelches de Tucumán | - FunDaTec de Ushuaia - Racing de Olavarría - Defensores de Viedma - San Lorenzo de Alem, Catamarca - Rosario Central - Vélez Sarsfield |

Equipos de la temporada 2018 (2da edición)
| - AMUVOCA (Asociación Municipal de Vóley Calafate) (El Calafate) - ASEBA (San Luis) - Belgrano (Don Torcuato) - Boca Juniors (Buenos Aires) - Club Rosario (Rosario) | - Once Unidos (Mar del Plata) - Lafinur (San Luis) - Rowing Club (Paraná) - Waiwen (Comodoro Rivadavia) |

Equipos de la temporada 2019
| - Banco Provincia (La Plata) - Mar Chiquita Vóley - Regatas Corrientes - Rowing Club (Paraná) - Belgrano (Don Torcuato) - Regatas (Mendoza) - Banco Hispano (San Juan) - Ausonia (San Juan) | - Lafinur (San Luis) - Instituto Cultural Argentino (Mendoza) - Instituto Pellegrini (Tucumán) - El Biguá (Neuquén) - Waiwen (Comodoro Rivadavia) - AMUVOCA (Asociación Municipal de Vóley Calafate) (El Calafate) - Escuela Municipal San Julián |

Equipos de la temporada 2022
| - Belgrano (Don Torcuato) - Echagüe (Paraná) - Municipalidad de La Matanza - Banco Hispano (San Juan) - Municipalidad de Tunuyan (Mendoza) - Olímpico (Sgo. del Estero) - Boca Juniors de Buenos Aires - Social Monteros Voley - Selección Menor Argentina | - Liniers de Bahía Blanca - Municipalidad de Marcos Paz - Fundatec Universitario (Tierra de Fuego) - Instituto Cultural Argentino (Mendoza) - Aliviar (Tucumán) - Municipalidad de Lomas de Zamora - Juventud (Sgo. del Estero) - CEF 5 (La Rioja) |

Equipos de la temporada 2023
| - Lomas Vóley - Olímpico (Sgo. del Estero) - IMC Córdoba Voley - Belgrano (Don Torcuato) - Echagüe (Paraná) - Vélez Voley - Banco Hispano (San Juan) - Selección Menor Argentina - Ausonia (San Juan) - Racing Castex (La Pampa) - Club Atlético Villa Dora (Santa Fe) | - Liniers de Bahía Blanca - Municipalidad de Marcos Paz - Ateneo (Catamarca) - Instituto Cultural Argentino (San Luis) - Escuela Madrynense Voley (Chubut) - Municipalidad de Lomas de Zamora - Quimsa (Sgo. del Estero) - Mitre (Sgo. del Estero) - Lanifur Voley (San Luis) - Codeba (San Juan) |

## Campeones
En negrita los que ascendieron.
| Temporada | Campeón                  | Final | Subcampeón                  | Tercero                        | Cuarto                       |
| --------- | ------------------------ | ----- | --------------------------- | ------------------------------ | ---------------------------- |
| 2018 (I)  | Vélez Sarsfield          | 3-2   | FunDaTec (Río Grande)       | San Lorenzo de Alem            | ASEBA (San Luis)             |
| 2018 (II) | Belgrano (Don Torcuato)  | 3-1   | Once Unidos                 | Club Rosario                   | Lafinur (San Luis)           |
| 2019      | Banco Hispano (San Juan) | 3-1   | Mendoza de Regatas          | Mar Chiquita Vóley             | Pellegrini Vóley (Tucumán)   |
| 2022      | CEF 5 (La Rioja)         | 3-1   | Boca Juniors                | Municipalidad Tunuyán          | Social Monteros              |
| 2023      | IMC Córdoba Voley        | 3-0   | Villa Dora                  | Vélez Sarsfield                | Ateneo Mariano Moreno Vóley  |
| 2024      | Paraná Rowing Club       | 3-1   | Echagüe Paraná              | San Martin de Porres (Mendoza) | San Luis Vóley               |
| 2025      | Rosario Sonder           | 3-1   | Gimnasia y Esgrima La Plata | Citta Deportes (Santa Fe)      | C.S y D. La Calera (Córdoba) |